# Stopplaats Plattenburg
Stopplaats Plattenburg is een voormalige halte aan de Staatslijn A aan de noordzijde van de Nederlandse plaats Arnhem. Het station was geopend van 1882 tot 1905. Het station van Plattenburg lag op ongeveer dezelfde locatie als het huidige treinstation Arnhem Presikhaaf, dat in 1969 werd geopend.